# 데브라 무니
데브라 무니(Debra Mooney, 1947년 8월 28일 ~ )는 미국의 배우이다.

## 출연 작품
- 사랑의 마을 에버우드